# Эльдарова, Роза Абдулбасировна
Роза Абдулбасировна Эльдарова (21 декабря 1923 года, селение Капчугай, Дагестанская АССР, — 4 июля 2021 года, г. Махачкала, Республика Дагестан, Российская Федерация) — дагестанский общественный и политический деятель, первая женщина-дагестанка в высшем руководстве Дагестана и РСФСР.

## Биография
Родилась в кумыкской крестьянской семье. Отец — Абдулбасир Эльдаров, работал председателем колхоза, директором МТС; погиб в 1944 г. при освобождении Украины от фашистов, его могилу дочь нашла в Николаеве в 1982 г. Мать — Ханза, работала на консервном заводе в Буйнакске.
С 1938 г. работала в колхозе с. Верхнее Казанище, вскоре была избрана секретарём комсомольской организации. Одновременно учительствовала в местной школе. В 1941—1942 гг. — на комсомольской работе в Буйнакском РК ВЛКСМ и обкоме ВЛКСМ.
Во время Великой Отечественной войны трудилась на оборонных работах, работала в госпиталях Буйнакска и продолжала заочно учиться в техникуме. Работала в политотделе Буйнакской МТС, затем — заместителем заведующего отделом пропаганды и агитации Дагестанского обкома ВЛКСМ.
В 1946 г. избрана первым секретарём Буйнакского райкома комсомола, в 1947 г. — секретарём райкома ВКП(б) того же района. С 1949 по 1952 гг. училась в высшей партийной школе при ЦК ВКП(б). В 1952—1953 гг. была секретарём Махачкалинского окружного комитета партии, с 1953 г. — секретарём Махачкалинского горкома партии, первым секретарём Советского райкома партии Махачкалы.
В 1956 г. была избрана секретарём Дагестанского обкома КПСС. По её инициативе в 1957 г. был создан журнал «Женщина Дагестана». Организовывала Декады культуры и литературы Дагестана в Москве и республиках СССР.
В 1955—1971 гг. — депутат Верховного Совета Дагестанской АССР (4—7 созывов). С марта 1962 по 1967 г. — Председатель Президиума Верховного Совета Дагестанской АССР, одновременно — заместитель Председателя Верховного Совета РСФСР.
В 1963—1971 гг. — депутат Верховного Совета РСФСР 6-го и 7-го созывов; в 1967—1971 гг. одновременно — заместитель Председателя Верховного Совета РСФСР.
Р. Эльдарова была основателем и председателем (в 1962—1967 гг.) дагестанского отделения Общества советско-болгарской дружбы, а также членом Центрального правления Общества советско-болгарской дружбы и Союза советских обществ дружбы и культурной связи с зарубежными странами (1962—1991 гг.).
В 1963 г. в Азербайджанском университете им. С. М. Кирова защитила диссертацию на соискание учёной степени кандидата исторических наук.
В 1967—1983 гг. заведовала Отделом постоянных комиссий палат Президиума Верховного Совета СССР; в 1983—1989 гг. заведовала Отделом наград Президиума Верховного Совета СССР.
С 1967 по 1990 гг. состояла в редколлегии всесоюзного журнала «Работница».
С 1989 г. — на пенсии. С 1998 г. состоит в Совете старейшин при Государственном Совете Республики Дагестан (с 2006 г. — при Президенте Республики Дагестан), с 2002 г. — также в Комиссии по вопросам помилования осуждённых при Председателе Государственного Совета Республики Дагестан (с 2006 г. — при Президенте Республики Дагестан).

## Семья
Сын — Эльдаров Нариман Магомедович(31.05.1946 - 03.08.2023) — Генеральный директор ООО «Экспоконста» (г. Москва).
Сын - Шейхов Заур Нурмагомедович
(01.01.1952) - заместитель Директора ООО «СК«Согласие» (г.Махачкала)

## Творчество
С 1960-х годов занимается литературным трудом: автор очерков, статей, эссе, книг. С 2008 г. — член Союза писателей России.

### Избранные труды
- Эльдарова Р. Б. и соавт. Герои Социалистического труда : [На 1-е июля 1988 г.]. — М.: Известия, 1988. — 216 с. — 17 000 экз.
- Эльдарова Р. А. Женщина Дагестана — активный строитель коммунизма : Автореф. дис. … канд. ист. наук. — Баку, 1963. — 27 с. — (В надзаг.: Азербайдж. гос. ун-т им. С. М. Кирова). — 150 экз.
- Эльдарова Р. А. Женщины гор : Полит. работа среди женщин Дагестана. — М.: Сов. Россия, 1963. — 72 с. — 8500 экз.
- Эльдарова Р. А. Женщины страны гор. — Махачкала: Дагкнигоиздат, 1960. — 25 с. — (К 40-летию Советской власти в Дагестане). — 2000 экз.
- Эльдарова Р. А. Славный путь борьбы и побед. — Махачкала: Дагкнигоиздат, 1965. — 179 с. — 3000 экз.
- Эльдарова Р. А. Творческое развитие марксизма-ленинизма. — Махачкала: Дагкнигоиздат, 1961. — 25 с. — 2000 экз.
- Хозяйка гор. — Дагкнигоиздат, 1961.
- Путь борьбы и побед. — Дагкнигоиздат, 1965.
- У людей разные звёзды. — Дагкнигоиздат, 1998.
- Статьи, интервью, воспоминания, выступления. — Дагкнигоиздат, 2004.
- Читая книги, перелистывая страницы. — Изд-во «Эпоха», 2007.
- Жизнь продолжается. — Дагкнигоиздат, 2008.

## Награды
- орден Ленина (27.11.1965)
- орден Октябрьской революции (20.12.1973)
- два ордена Трудового Красного Знамени (07.03.1960, 26.08.1971)
- орден Дружбы народов (13.05.1981)
- медаль «За оборону Кавказа»
- Медаль «За доблестный труд в Великой Отечественной войне 1941—1945 гг.»
- Медаль Ветеран труда (04.06.1985)
- Медаль за трудовую доблесть (11.07.1960)
- Медаль комитета советских женщин (18.02.1982)